# Lista de quadros do Custe o Que Custar

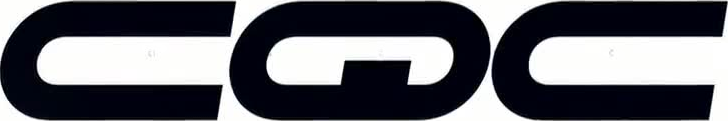
Logótipo do programa

O programa humorístico televisivo brasileiro Custe o Que Custar possui um grande número de quadros (subdivisões do programa). O programa trata os fatos políticos, artísticos e esportivos da respectiva semana com pitadas satíricas e humorísticas, brincando com as informações, quando editado passa a ter efeitos gráficos e sonoros entre as matérias. Este anexo lista uma definição para cada um dos quadros abaixo. Alguns deles não são mais exibidos no programa, pela saída de alguns humoristas do programa.

## Top Five
Quadro do programa mostra as cinco melhores "pérolas" da televisão brasileira ao longo da semana, bem como algumas notícias estranhas anunciadas em telejornais à gafes cometidas em programas de televisão. Alguns programas trazidos frequentemente são o Bom Dia & Cia, Ronnie Von, Arena SporTV (com Cléber Machado), TV Culinária, Sábado Animado, Domingo Animado e Programa Silvio Santos (ambos apresentados por Maísa Silva e Silvio Santos). Certa vez, houve até um "bonus track" que mostrou o próprio repórter do CQC, Rafael Cortez dançando a Dança do Créu, no programa de Raul Gil, uma das "vítimas" do repórter inexperiente, personagem do CQC. Outra característica do quadro é ter como música de fundo a canção "Enter Sandman", do Metallica.
Uma das presenças frequentes no quadro era da apresentadora Palmirinha Onofre quando apresentava o TV Culinária na TV Gazeta, que de vez em quando, esquecia o nome de coisas básicas no seu programa, como uma faca.

## Proteste Já
Outro quadro de sucesso é o "Proteste Já", apresentado inicialmente por Rafinha Bastos. Este mostra problemas de comunidades como a dengue, o tratamento de esgoto, transporte precário de crianças, as dificuldades de pessoas deficientes a ter acesso a locais, obras inacabadas, entre outros. Após realizar a matéria, Rafinha cobra soluções e prazos das autoridades através de garantias para que o problema seja solucionado.
Em 2010, foi anunciado que Rafinha Bastos deixaria o comando do quadro para gravar o programa A Liga, da mesma produtora, Cuatro Cabezas. Danilo Gentili assumiu o lugar de Rafinha, porém, este voltou temporariamente ao quadro no fim de abril de 2010.
Em 2011, Danilo Gentili deixa o comando do quadro e passa o bastão ao Oscar Filho.

### 2011-2014: Oscar Filho
Abaixo, os destaques do repórter defendendo o quadro:
Março de 2011: Em sua primeira matéria apresentando o primeiro quadro, a equipe foi atacada por um entrevistado que fraturou o nariz do produtor do programa.
Maio de 2012: O CQC denunciou a degradação ambiental no Matadouro Público, no Açude Itaurandi e no Lixão do povoado de Lajinha em Conceição do Coité, Bahia.
Agosto de 2013: O repórter investigou caso de nepotismo na cidade de Joanésia, no Vale do Rio Doce em Minas Gerais. Segundo a colunista, da Folha de S. Paulo, Keila Jimenez, os servidores públicos teriam tomado o microfone das mãos do humorista e ainda danificaram a câmera usada pela equipe. Por causa das agressões, a emissora acionou a polícia.
Outubro de 2013: O infanticídio de 115 bebês na maternidade da cidade de Caxias, interior do Maranhão é denunciado por Oscar Filho no Proteste Já. O então prefeito, Léo Coutinho, entrou com uma ação contra o repórter que foi absolvido no processo.
Outubro de 2013: O repórter investigou o esquema do então governador do Distrito Federal, Agnelo Queiroz, na Internet, montado com dinheiro público.
Novembro de 2013: O repórter denunciou o esquema de merenda escolar superfaturada na cidade de Vinhedo.
Maio de 2014: Após uma matéria veiculada sobre o prefeito de Lagoa Santa, Minas Gerais, Fernando Pereira, que era acusado de acúmulo de salários, e de seu secretário de desenvolvimento urbano, Marco Aurélio, acusado de tráfico de influência e desvio de verbas, o Jornal Diferente publicou uma matéria assinada por um suposto jornalista chamado Elvis Pereira. Nela, Pereira inventou um pedido de desculpas por parte do CQC. Oscar Filho voltou para a cidade para averiguar a nota falsa. A matéria ficou famosa por Elvis Pereira ter fugido correndo a pé do repórter pela cidade. Após Elvis Pereira processar o repórter, em junho de 2017, o falso jornalista foi preso por falsidade ideológica e estelionato.
Junho de 2014: Matéria sobre o desvio de merenda escolar na cidade de Batatais, interior de São Paulo, onde Oscar Filho foi agredido pela vereadora Marilda Covas, do PSDB.

## Documento da Semana
O quadro que aborda os fatos que aconteceu sendo tema da semana.

## Repórter Inexperiente
É um quadro da primeira temporada, mas um dos que tiveram mais relevância na história do programa. No quadro, como o próprio título diz, o repórter é supostamente inexperiente, por isso faz trapalhadas e perguntas inusitadas aos seus entrevistados. Nele, o "repórter inexperiente", interpretado por Danilo Gentili, fez entrevistas com celebridades como Gretchen, Padre Marcelo Rossi, Mãe Dinah, Eduardo Suplicy, Márcia Goldschmidt, José Luiz Datena, Marcelinho Carioca, Padre Quevedo, Luciano do Valle, Roberto Cabrini, Leão Lobo, entre outros.
O quadro saiu do ar pois foram feitas limitadas entrevistas. Depois do sucesso do programa, ninguém mais cairia na brincadeira do repórter inexperiente. Segundo Danilo Gentili, existe possibilidade do quadro voltar ao ar. Entretanto, na centésima edição do programa (exibida em 14 de junho de 2010), Danilo Gentili se disfarçou e entrevistou o ex-Presidente do Brasil Itamar Franco.

## Teste de Honestidade
Danilo Gentili faz o quadro Teste de Honestidade, armando arapucas para pessoas, visando testar a honestidade do brasileiro. No primeiro quadro. Danilo Gentili foi às ruas de São Paulo para mostrar como anda a honestidade dos habitantes de lá. O repórter mostrou como as pessoas se comportam em situações cotidianas que colocam em prova a boa índole do cidadão, como quando se recebe o troco errado. Houve quem devolveu e quem embolsou a quantia extra.
O repórter ainda "esqueceu" o celular em local público e depois ligou para o número, avisando que havia perdido. Em um dos casos, o homem atendeu e devolveu. Outro, que estava a poucos metros do repórter, mentiu, dizendo que já estava no carro. Em outro caso ainda, uma mulher, surpreendentemente, disse que havia achado o celular e que não o devolveria. Para reaver o aparelho, o repórter precisou da ajuda da polícia.
Outros Testes de Honestidade envolveram a perda de dinheiro, reavido ou não e o caso de um motorista de táxi que cobrou, em uma corrida, um valor maior do que o real.

## CQC Investiga
O quadro satiriza programas e reportagens televisivos que propõem elucidar fenômenos considerados paranormais. A matéria que inaugurou a atração, em 21 de julho de 2008, foi sobre OVNIs em Alto Paraíso de Goiás. O repórter Danilo Gentili também entrevistou anões na cidade de Itabaianinha e investigou a suposta divindade do religioso Inri Cristo, no Distrito Federal. O quadro não tem periodicidade definida. É caracterizado pela trilha de abertura do seriado norte-americano The X-Files e pelo bordão, geralmente dito na abertura da reportagem, "Isso é motivo de muito, muito mistério".
Uma matéria que gerou bastante repercussão e audiência foi a que Danilo Gentili foi preso em Assis, em 11 de novembro de 2009, ao investigar a lei contra a vadiagem naquela cidade.

## Assessor de Imagem
Warley Santana faz o papel de Assessor de imagem, simulando entrevistas com personalidades da política, se passando por repórter do programa Em Foco, que era exibido pela Rede 21, que supostamente se propõe a mostrar o lado humano da classe política. Warley coloca os entrevistados em situações engraçadas, sugerindo frases "de efeito" a serem ditas por eles, bem como poses para a chamada do programa. Foi exibido apenas durante a primeira temporada, sendo a única participação de Warley no programa.

## Controle de Qualidade
Apresentado por Danilo Gentili. O quadro busca atestar a qualidade dos deputados federais eleitos pelo povo, devendo eles responder a perguntas sobre notícias ligadas ao Governo Federal publicadas nos jornais. O quadro revela o perfil político nacional pelas atitudes dos parlamentares diante da equipe do CQC: enquanto alguns procuram fugir das câmeras, boa parte dos que aceitam responder demonstram desconhecer os assuntos tratados.

## CQTeste
O CQTeste foi um quadro apresentado por Rafael Cortez. Ele tem por intenção supostamente testar a inteligência das celebridades. A primeira a passar pelo crivo do programa, em sua estreia, foi a apresentadora Patrícia Maldonado. Desde então, Nany People, Zé do Caixão, Milton Neves, Neguinho da Beija-Flor, Neto, Leila Lopes, Mulher Melancia, João Gordo, Nando Reis, Rita Cadilac, Kelly Key e outros já foram alvo do teste.
Cinco perguntas são feitas pelo repórter e o entrevistado tem 300 segundos para responder; a cada resposta certa, o cronômetro é parado; para as respostas erradas, 60 segundos são descontados do tempo; os segundos restantes depois da última pergunta equivalem ao coeficiente de inteligência do artista, segundo o quadro.
O campeão do CQTeste de 2008 foi o músico Roger Moreira, líder da banda Ultraje a Rigor (264 pontos) e a última colocada foi a atriz, cantora e apresentadora Mariana Kupfer (-18 pontos).
Na temporada de 2009, um novo ranking foi estabelecido, e novas celebridades como Luana Piovani (com quem o quadro estreou), Maguila, Bia e Branca, Richarlyson, Ronaldo, Adriana Bombom, Gretchen, José Luiz Datena, Falcão, MV Bill, Margareth Menezes e Inri Cristo já passaram pelo crivo do programa. O vencedor da temporada de 2009 é o músico Rogério Flausino, líder da banda Jota Quest (que marcou 254 pontos), tendo na última posição o cantor Sidney Magal (89 pontos negativos). Ele ocupava a última posição antes dela ter sido tomada pelo piloto de Fórmula Indy Tony Kanaan (107 pontos negativos), porém Kanaan solicitou uma reavaliação, transmitida em 14 de dezembro de 2009, e obteve uma nova pontuação (-21 pontos), fazendo Magal voltar à última posição.
Na temporada de 2010, um novo ranking foi estabelecido, só que com diferenças:
- Na 5.ª pergunta, o convidado pode escolher uma categoria ou escolher a "pergunta coringa", que vale o dobro de tempo se acertada (um aumento de 120 segundos no tempo do convidado), ou o dobro de perda de tempo no resultado final (uma perda de 120 segundos).
- O "telefonema amigo" pode ser dado a qualquer momento.
- Os internautas podem enviar perguntas para o CQTeste pelo site do programa.

O cantor Caetano Veloso venceu o CQTeste de 2010 com 312 pontos. O último colocado no quadro foi o estilista Ronaldo Ésper, com 134 pontos negativos.
Na última temporada (2011), o líder do CQTeste foi o rapper Thaíde, com 188 pontos, enquanto a última posição foi ocupada por Palmirinha Onofre (-32 pontos). O quadro saiu do ar em 2012.

## Fala na Cara
O quadro comandado por Oscar Filho e Felipe Andreoli estreou no CQC logo no primeiro programa da temporada 2009. A cada semana, um novo político participa do quadro onde pessoas são abordadas na rua por um repórter do CQC, que faz perguntas sobre o político convidado que, dificilmente tem um bom passado, o que faz com que o político seja "xingado". Para a surpresa do entrevistado, o político, que estava dentro de um veículo ouvindo tudo, sai e conversa com a pessoa esperando que tudo seja dito novamente mas dessa vez, na sua frente, deixando o entrevistado em saia justa. O quadro foi exibido apenas nas primeiras semanas da temporada 2009 e acabou extinto.

## Palavras Cruzadas
Outro quadro que teve início na temporada de 2009, é sempre exibido antes do final do programa e apresenta duas pessoas famosas (de reputações diferentes) respondendo a uma série de perguntas. Como consequência de os entrevistados serem "diferentes" um do outro (por exemplo, Inri Cristo e Toninho do Diabo, no programa de 20 de abril de 2009), ambos acabam dando respostas bastante divergentes à mesma pergunta. Na  data 21 de dezembro de 2009 penúltima segunda-feira de 2009, o Palavras Cruzadas foi especial, feito com Rafinha Bastos e Marco Luque.

## Cadeia de Favores
Novo quadro do programa, que estreou no dia 8 de dezembro de 2008. Traz Rafinha Bastos realizando trocas de objetos com pessoas anônimas ou famosas. A cada troca, Rafinha tenta fazer com que consiga um objeto de maior valor, até que possa ajudar uma instituição ou comunidade, dentro de um objetivo previamente definido.
A estreia do quadro foi quando Rafinha ajudou com apenas um botão de um aluno da escola municipal de São Paulo (SP), trocando com vários objetos com anônimos e famosos, até chegar um caminhão lotado com o novo material escolar e até computadores para o ano letivo de 2009.

## Trabalho Forçado
Estreou na 3.ª temporada. Apresentado por Felipe Andreoli, Rafael Cortez e Oscar Filho, tem como objetivo levar personalidades da política ou da TV a fazerem trabalhos populares, como trabalhar em restaurantes e construções, por exemplo. Nas duas primeiras exibições, o quadro contou com as participações do senador Eduardo Suplicy (PT-SP), o ex-jogador Neto e Adriane Galisteu. O apresentador José Luiz Datena também já teve participação no quadro.

## Cidadão em Ação
Quadro da terceira temporada do CQC, comandado por Danilo Gentili, mostra a ação de pessoas comuns que tentam evitar que alguma coisa aconteça de grave com a população. As pessoas têm que agir como um cidadão honesto e ajudar as pessoas. Na sua estreia, um ator se passava por um motorista que ia buscar seu carro num estacionamento privado, só que embriagado. Outra situação foi a de um motorista de uma van escolar completamente bêbado. Gentili testa o que as pessoas farão para evitar uma tragédia.

## Piores Notícias da Semana
São três notícias semanais que não são veiculadas na televisão ou então são divulgadas sem reconhecimento algum. Normalmente são exibidas notícias ruins ou sem finalidade ou interesse algum. Como piada recorrente, na última notícia, Marco Luque surta e, em uma tomada gravada que é exibida na hora como se fosse ao vivo, sai correndo do estúdio e tenta cometer suicídio de forma humorística. O quadro foi exibido somente na temporada de 2010.

## Luque Responde
Apresentado por Marco Luque, são perguntas que o próprio responde com respostas sem sentido, erradas e bizarras. Ele não responde no palco, mas sim num local parecido com um escritório, com vários itens infantis e aleatórios - como ursinhos de pelúcia, mapas-múndi, fotos e livros. O quadro se extinguiu em maio de 2010, após Luque estrear O Formigueiro.

## O Povo Quer Saber
As pessoas na rua gravam perguntas para o convidado da semana. O convidado verá as perguntas em DVD e responderá para as câmeras do programa. O quadro estreou na temporada de 2010.

## "Mas que boa pergunta, Marcelo Tas!"
No último bloco do programa, durante uma discussão sobre um assunto diverso no programa, Tas questiona o que está acontecendo naquele momento com uma certa personalidade relacionada a esse assunto. Então, Rafinha e Luque falam a frase-título do quadro, seguido de uma simulação do que anda acontecendo com essa personalidade. Já teve o ex-técnico da seleção brasileira Dunga procurando emprego nos classificados, Amy Winehouse chorando ao ver Titanic, José Serra chorando pela derrota das Eleições presidenciais de 2010 para Dilma Rousseff dentro de um caixão, e até o suposto E.T. Bilu (conhecido pela cobertura do Domingo Espetacular da Rede Record) tentando fazer uma ligação num orelhão.

## Grupo Escolar Custe o Que Custar
Marcelo Tas volta aos tempos de professor e vai à escola tentar explicar um tema do noticiário para crianças de 8 a 10 anos de idade, que sempre acabam por enlouquecê-lo de tanto fazer perguntas.

## Resta 1
Esse quadro convida uma personalidade e apresenta um painel com pessoas relacionadas a ela. No final, resta apenas um artista e a personalidade fica numa saia justa pois é ela quem escolhe o que fazer com a última pessoa.

## Correndo Atrás
Quadro com a participação do público, sempre exibido no último bloco, mostra vídeos enviados através do Twitter nos quais os telespectadores fazem algum tipo de crítica aos problemas de suas cidades, da mesma forma que os repórteres fazem no "Proteste Já".

## Nem Fu
Quadro criado para a temporada de 2012, apresentado por Felipe Andreoli. No quadro, uma celebridade é desafiada a acertar uma bolinha de tênis, a vários metros de altura, em dois baldes com água localizados no chão. O título do quadro faz uma referência a um palavrão.

## Olho X Olho
O quadro vai vinga-se por todos que já tiveram o que esperar nos infinitos minutos para resolver os seus problemas.

## 50 por 50
Mauricio Meirelles sairá às ruas com uma celebridade convidada em um jogo de adivinhação e sorte e eles terão R$ 250 para o repórter e a celebridade convidada. A cada apostar errada, o perdedor pagará R$ 50 ao oponente. E terão 30 minutos para apostar.

## Torcedor Vip
Um bando de torcedores organizados vai abordar cantando, de surpresa, as celebridades do mundo da TV, política e esporte, em situações engraçadas e constrangedoras.

## #Sem Filtro
Que vai dar voz às crianças para comentar as principais notícias, vídeos e virais da semana.

## Os Picaretas
O quadro faz uma câmera escondida e mostrarão as técnicas e truques usados por estelionatários para enganar e ganhar dinheiro ilicitamente em todo o país.

## Elefante Branco
Oscar Filho irá atrás de obras abandonadas ou mal aproveitadas em todo país.

## Caçadores de Treta
Os repórteres do programa tentam resolver os problemas como briga de vizinho, reatar namoro,etc.